# Dax Shepard
Dax Randall Shepard (Milford, Michigan, 2 de janeiro de 1975) é um ator norte-americano.

## Biografia
Shepard nasceu em Milford, Michigan e estudou na Muir Middle School e Walled Lake Central High School, antes de se matricular na Groundlings School. Recebeu mais tarde uma licenciatura em antropologia na UCLA.
O primeiro grande trabalho de Shepard na TV foi como um agente na série Punk'd. Shepard fez uma pequena participação em Hairshirt de 1998 uma comédia romântica, que foi seu primeiro papel no cinema. Em 2004, ele apareceu ao lado de Seth Green e Matthew Lillard no lançamento da comédia Totalmente Sem Rumo, com papéis secundários em Sledge: The Untold Story e na comédia de ficção ciêntífica Idiocracy de Mike Judge. Shepard atuou na série My Name is Earl e Robot Chicken, pouco antes de fazer o papel de um astronauta no filme de Jon Favreau, Zathura: Uma Aventura Espacial.
Em 2006, Shepard apareceu com Dane Cook e Jessica Simpson na comédia Funcionário do Mês. Na mesma época, Shepard estrelou seu primeiro papel como personagem principal no filme Let's Go to Prison, contracenando com Will Arnett. Ele também teve um papel importante em Uma Mãe Para o Meu Bebê. Shepard escreveu o roteiro para a Paramount de Get 'in Wet, no qual ele apareceu novamente contracenando com Arnett. 
Dax participa de corridas de motos na Buttonwillow Raceway, onde corre com sua Ducati Hypermotard 1100S e Suzuki GSX-R1000. Em 2007, Shepard começou a namorar a atriz Kristen Bell e, em 2010 ficou noivo. Em 2013 casou com ela.

## Filmografia
| Filmes    | Filmes                             | Filmes                                     | Filmes                                  |
| Ano       | Título                             | Papel                                      | Notas                                   |
| --------- | ---------------------------------- | ------------------------------------------ | --------------------------------------- |
| 2017      | Chips: O filme                     | Jon Baker                                  |                                         |
| 2014      | The Judge                          | Attorney C.P. Kennedy                      |                                         |
| 2010      | When in Rome                       | Gale                                       |                                         |
| 2010      | The Freebie                        | Darren                                     |                                         |
| 2008      | Baby Mama                          | Carl Loomis                                |                                         |
| 2008      | Smother                            | Noah Cooper                                |                                         |
| 2007      | The Comebacks                      | Sheriff                                    |                                         |
| 2007      | Cutlass                            |                                            |                                         |
| 2006      | Let's Go to Prison                 | John Lyshitski                             |                                         |
| 2006      | Employee of the Month              | Vince                                      |                                         |
| 2006      | Idiocracy                          | Frito                                      |                                         |
| 2005      | Zathura: A Space Adventure         | Astronauta                                 |                                         |
| 2005      | Sledge: The Untold Story           | Coordenador SFX                            |                                         |
| 2004      | Without a Paddle                   | Tom Marshall                               |                                         |
| 2003      | Cheaper by the Dozen               |                                            |                                         |
| 1998      | Hairshirt                          |                                            |                                         |
| Televisão |                                    |                                            |                                         |
| Ano       | Título                             | Papel                                      | Notas                                   |
| 2018-2020 | The Ranch                          | Luke Matthews                              |                                         |
| 2018      | The Good Place                     | Chet                                       | Episódio: "Rhonda, Diana, Jake e Trent" |
| 2010      | Parenthood                         | Crosby Braverman                           | Personagem regular                      |
| 2009      | The Goode Family                   | Voz                                        | 1 episódio                              |
| 2008-2004 | King of the Hill                   | Zack / Asa                                 | 3 episódios                             |
| 2007      | Halfway Home                       | Ben                                        | 1 episódio                              |
| 2007      | The Naked Trucker and T-Bones Show | Joe Sands, guia espiritual                 | 1 episódio                              |
| 2005      | My Name is Earl                    | Dirk                                       | 1 episódio                              |
| 2005      | Robot Chicken                      | Blitzen / Pickles e Ironhide / Human Torch | 2 episódios                             |
| 2004      | Life with Bonnie                   | Dr. Iskarr e Kyle Levine                   | 2 episódios                             |

## Prêmios e Indicações
| Prêmios | Prêmios   | Prêmios            | Prêmios                                | Prêmios |
| Ano     | Resultado | Premiação          | Categoria                              | Título  |
| ------- | --------- | ------------------ | -------------------------------------- | ------- |
| 2003    | Indicado  | Teen Choice Awards | Escolha Estrela de Reality - Masculino | Punk'd  |